# Gospodarka Zamościa
Zamość jest dużym ośrodkiem usługowym w południowej części województwa lubelskiego. Znaczny udział w gospodarce miasta przypada na usługi (wielu branż), dlatego dominują tu liczne małe i średnie przedsiębiorstwa, ale jest to także ośrodek przemysłowy, głównie gałęzi spożywczej, co jest związane z dominacją rolnictwa w tym regionie. Istotną rolę w rozwoju gospodarki miasta odgrywa także jego położenie blisko wschodniej granicy Unii Europejskiej.

## Historia
Od powstania miasta, szczególnie po zakończeniu budowy twierdzy, funkcjonowała tu już drobna gospodarka (głównie na potrzeby lokalnej społeczności), będąca jednocześnie miastotwórczą gałęzią jego rozwoju. Jednak do XX wieku nie było tu zbyt wielkiego ruchu gospodarczego. Dopiero po I wojnie światowej, kiedy doprowadzono do Zamościa kolej, zaczął się rozwijać przemysł i usługi. W 1938 roku Zamość znalazł się w granicach Centralnego Okręgu Przemysłowego, zlokalizowano tutaj także przemysł obronny. Wybuch II wojny światowej przeszkodził jednak w rozwoju gospodarczym miasta. Dopiero po utworzeniu województwa zamojskiego gospodarka zaczęła gwałtownie się rozwijać i powstawały nowe miejsca pracy. Wybudowano tu kilka dużych zakładów przemysłowych, wśród których największym były Zamojskie Fabryki Mebli (po upadłości przejęte przez Black Red White). Jednak po zmianie ustroju Polski, w Zamościu większość zakładów poupadało (m.in. Fabryka Domów, zakłady mięsne, zakład odzieżowy „Delia”), a nadal istniejące nie odgrywają już znaczącej roli w życiu gospodarczym miasta.
Od tego czasu powstały z kolei inne, mniejsze firmy, jednak nieposiadające większej roli dla gospodarki (są to głównie małe i średnie przedsiębiorstwa o wąskiej specjalizacji). Stąd też władze miasta czynią starania, aby poprawić tę sytuację, m.in. poprzez utworzenie Zamojskiej Specjalnej Podstrefy Ekonomicznej.

## Przemysł

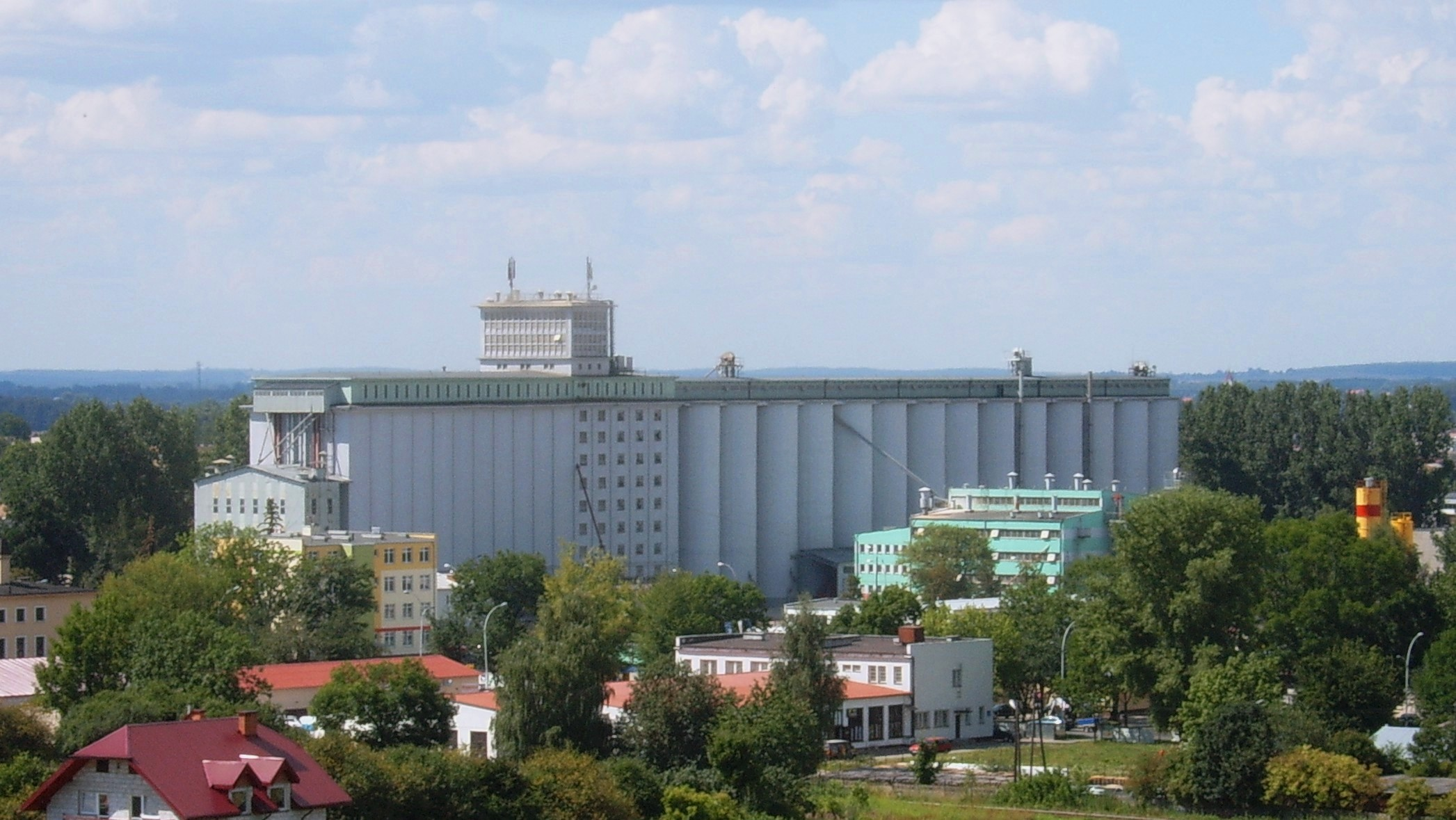
Zamojskie Zakłady Zbożowe

Tereny przemysłowe zajmują fragmenty we wschodniej (Os. J. Kilińskiego) i w mniejszym stopniu w zachodniej części (ul. Szczebrzeska) miasta.
W Zamościu funkcjonuje tylko kilka większych obiektów przemysłowych, przede wszystkim zakłady przemysłu przetwórczego, głównie spożywczego, na co wpływa wspomniana przewaga rolnictwa na Zamojszczyźnie. Miasto stanowi jednocześnie ośrodek obsługi dla rolnictwa i jest miejscem skupu różnych produktów rolnych. Oprócz gałęzi spożywczej, działają tu także zakłady przemysłu metalowo-drzewnego.
Większe, zatrudniające ponad 100 pracowników, zakłady to:
- chłodnia „Mors”, produkująca mrożonki warzywno-owocowe;
- zakład Okręgowej Spółdzielni Mleczarskiej Krasnystaw (w miejscu dawnej Zamojskiej Spółdzielni Mleczarskiej);
- fabryka mebli Black Red White (firma przejęła upadłe Zamojskie Fabryki Mebli);
- Spomasz Zamość SA, produkujący pompy higieniczne i wirowe dla branży spożywczej;
- firma „Agtel”, która poza działalnością usługową produkuje wyroby i urządzenia dla przesyłu energii (rozdzielnice, złącza).

Pozostałe, zatrudniające ponad 50 (do 100) pracowników firmy, to:
- wytwórnia pasz „Agri Plus”;
- Zamojskie Zakłady Zbożowe – ich główny produkt to mąka (jeden z największych zakładów w mieście);
- SipMot, produkujący maszyny rolnicze i ich części;
- Stalprodukt (dawny Metalplast), którego produkty to ościeżnice i drzwi stalowe.

## Usługi

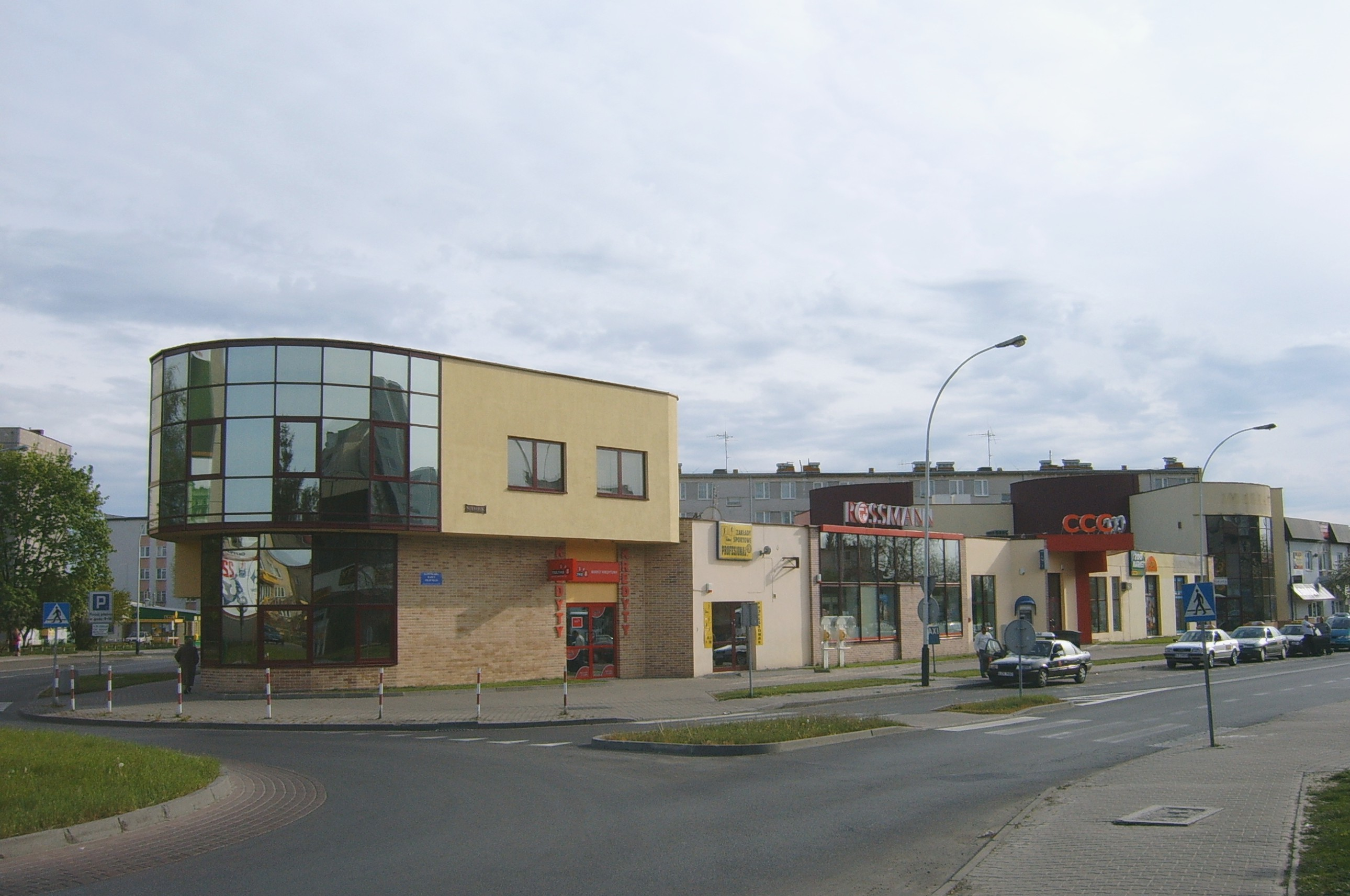
DH „Tomasz”

### Handel
W mieście działa 6 centrów handlowych (CH E. Leclerc, CH Galeria Revia Park, CH Galeria Twierdza, CH HopStop Hrubieszowska, CH HopStop Sadowa, CH Lwowska) oraz 5 domów handlowych (DH Agora, DH Hetman, DH Łukasz, DH Sezam, DH Tomasz). Obiektem podobnym do galerii handlowej jest także zabytkowy nadszaniec na Starym Mieście (największa placówka handlowa w tej części Zamościa), łączący funkcje handlową oraz muzealną – Centrum Turystyczno-Handlowe „Nadszaniec”. Dostępne są tu również hipermarkety (Carrefour, Castorama, Kaufland) i supermarkety (Biedronka, E.Leclerc, Intermarché, Jysk, Lidl, Stokrotka, PSS Społem „Lux”).
Są tu także targowiska, z których największe to prowadzone przez miejscowe stowarzyszenia kupców targowisko na Nowym Rynku (Nowe Miasto). Nieco mniejsze to położony w innej części miasta tzw. „zielony rynek” na osiedlu Orzeszkowej. Do roku 2012 działało podobne na Starym Mieście.
Wiele specjalistycznych sklepów, m.in. znanych marek (obuwie, odzież, perfumerie), poza centrami i domami handlowymi, czynnych jest zwłaszcza na Starym Mieście.

### Turystyka

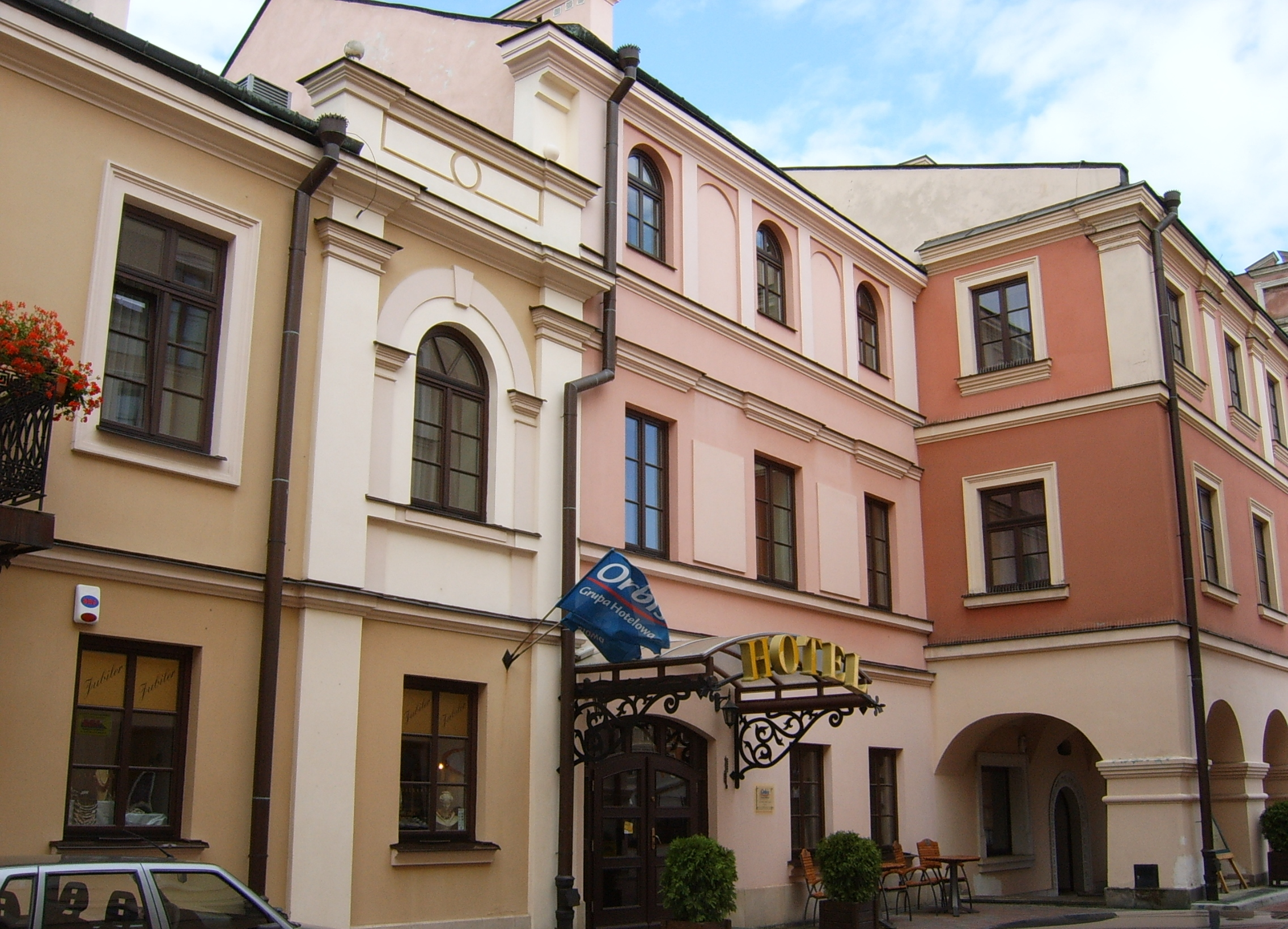
Hotel „Zamojski” (dawniej sieci Orbis i Mercure) na Starym Mieście

W gospodarce Zamościa ważne znaczenie odgrywa także turystyka, jaka rozwinęła się po wpisaniu zamojskiego Starego Miasta na Listę Światowego Dziedzictwa Kultury UNESCO, z czym związana jest działalność licznych obiektów usługowych koniecznych dla takiej gałęzi gospodarki. 
Działają tu biura podróży i biura turystyczne, usługi przewodnickie po mieście i pobliskim Roztoczu. Rozwinięta jest tu infrastruktura turystyczna, w tym baza gastronomiczna (bary, puby, kawiarnie i restauracje głównie na Starym Mieście), przeznaczona także dla odwiedzających miasto turystów. 
Podobnie w przypadku bazy noclegowej. Łącznie dostępnych jest tu 11 hoteli (dodatkowo 1 zlokalizowany tuż przy granicy miasta w sąsiedniej miejscowości Sitaniec) oraz innych obiektów noclegowych. Większe skupiają się, podobnie jak baza gastronomiczna, na Starym Mieście (hotele: „Arte”, „Renesans”, „Senator”, „Zamojski” (dawniej sieci Orbis i Mercure), „Hotel 77” oraz pokoje „Apartament”, „Nad Arkadami”, „Pod Bastionem”), również przy wylocie z miasta w kierunku północnym (hotele: „Alex”, „Artis”, „Carskie Koszary”, „Junior”, „Koronny”; motel „Korona”, pensjonat „Myka”), na Nowym Mieście (hotel „Polak”) i przy dworcu autobusowym (hotel „Jubilat”). Dostępnych jest tu także kilka innych obiektów jak bursy, motele, zajazdy („Orzeł”), domki kempingowe („Duet”) oraz pokoje gościnne („OSiR”). Kilka położonych jest również pod Zamościem, zwłaszcza przy głównych drogach wylotowych.

### Targi
W mieście co roku odbywa się kilka targów poświęconych różnym branżom, skupiających tu firmy z Polski, ale także z sąsiednich państw (m.in. z Ukrainy), np. Zamojskie Targi Budowlane „Budozam”.

### Inne firmy i przedsiębiorstwa

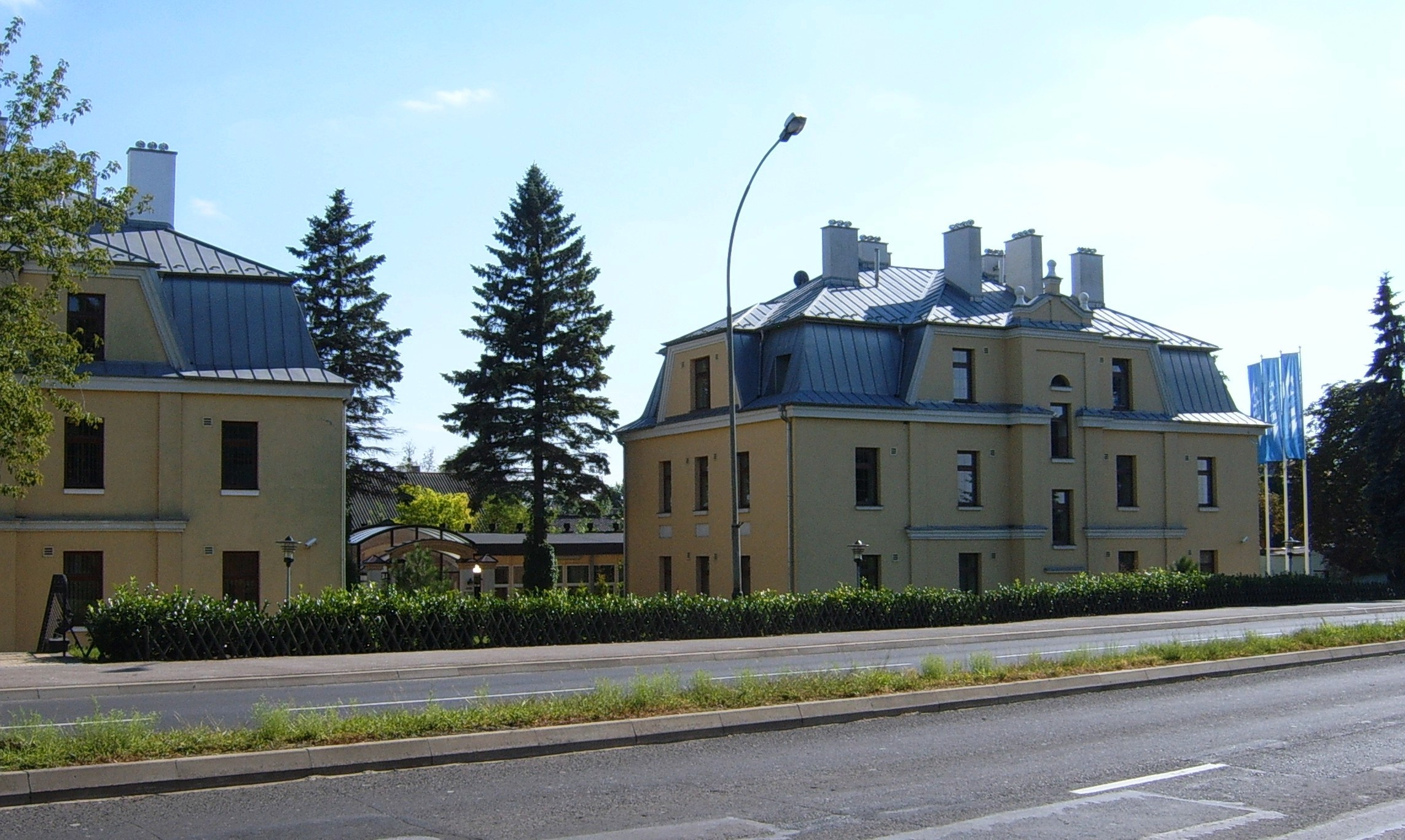
Siedziba spółki PKP LHS

W Zamościu znajdują się siedziby większych firm, prowadzących działalność usługową także poza miastem (w skali kraju) w zakresie transportu i dystrybucji. Jedna z nich to spółka PKP Linia Hutnicza Szerokotorowa – operator kolejowy jedynego szerokiego toru poza obszarem dawnego ZSRR (Sławków - Hrubieszów). PGE Dystrybucja S.A. Oddział Zamość to dystrybutor energii w 11 powiatach województwa lubelskiego i podkarpackiego, od Włodawy po Przemyśl.
W zakresie transportu publicznego dominują tu przewoźnicy prywatni (firmy) oferujący przewozy w okolicach Zamościa (region, województwo lubelskie), ale też krajowe (wybrane miasta w Polsce). Z Zamościa możliwy jest ponadto bezpośredni dojazd autobusami do kilku krajów w Europie.
Tak jak w wielu innych polskich miastach, w 2019 roku upadłością zakończyła się działalność również zamojskiego PKS-u, a nieco wcześniej - w 2018 roku - doszło do likwidacji podobnego przewoźnika - Spółdzielnia Pracy Kierowców i Pracowników Samochodowych „Autonaprawa”, obsługujących przede wszystkim połączenia lokalne. Komunikację po mieście i sąsiednich gminach zapewnia Miejski Zakład Komunikacji.
Rozwinięta jest tu także branża motoryzacyjna, jaka obejmuje kilka salonów samochodowych (Citroen, Dacia, MAN, Opel, Renault, Skoda), liczne warsztaty i serwisy oraz wiele stacji paliw, w tym jedną z niewielu w pobliskim rejonie (i jedyną w mieście) stację gazu CNG.
Wśród obiektów usług finansowych dostępne są tu m.in. liczne banki (Alior, BNP Paribas, Bank Polskiej Spółdzielczości, Credit Agricole, mBank, Millennium, Pekao, PKO BP, Santander) oraz inne placówki świadczące podobne usługi (m.in. SKOK-i). Wiele z nich skupia się szczególnie przy ul. Partyzantów, która łączy Stare i Nowe Miasto.

## Gospodarka komunalna

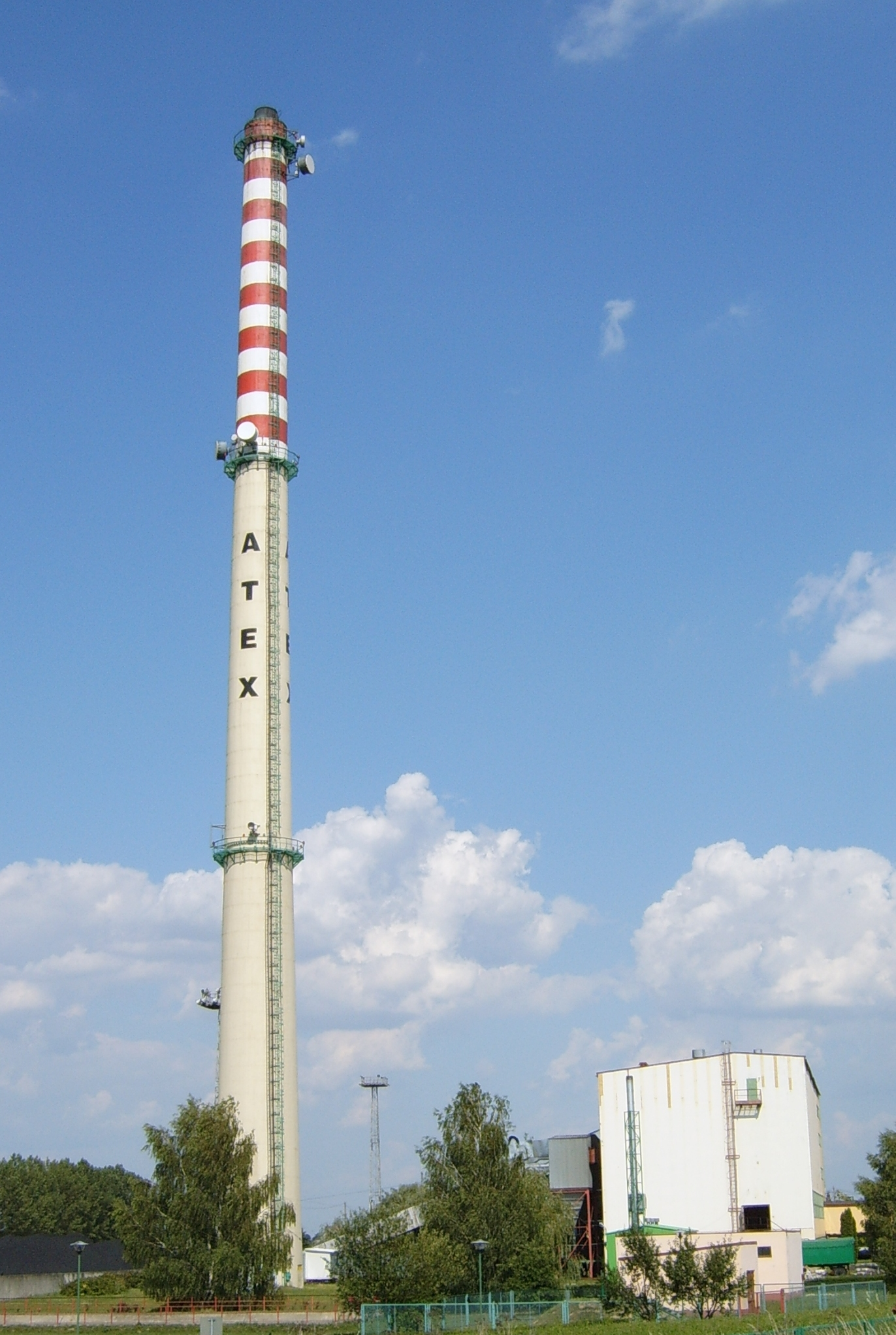
Ciepłownia „Szopinek”

Główne ujęcie wody dostarczanej w mieście znajduje się przy ul. Kruczej, na terenie bazy miejskiego Przedsiębiorstwa Gospodarki Komunalnej (Os. Janowice), którego działalność obejmuje także funkcjonowanie mechaniczno-biologicznej oczyszczalni ścieków, z podwyższonym usuwaniem biogenów (al. 1 Maja, Os. Janowice). Z kolei śmieci wywożone są z miasta na wysypisko w miejscowości Kolonia Dębowiec (na północ od Zamościa). Prowadzone jest tu także odpowiednie gospodarowanie odpadami – na osiedlach rozmieszczone są pojemniki na odpady różnego rodzaju (papier, szkło, tworzywa sztuczne, aluminium), wykorzystywane do recyklingu. W przypadku ciepła, jego głównym dostawcą jest Ciepłownia „Szopinek” (Veolia Wschód), położona przy wschodniej granicy miasta (ul. Hrubieszowska, Os. Kilińskiego).